# Roland Goethe

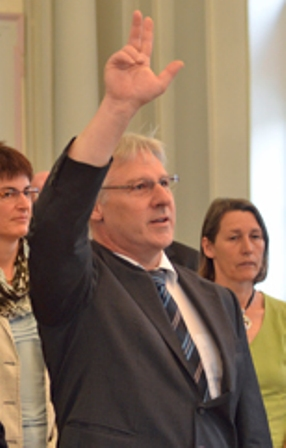
Vereidigung Roland Goethes als Landrat

Roland Goethe (* 1959; heimatberechtigt in Schiers und Grüsch) ist ein Schweizer Politiker (FDP)
Der gelernte Werkzeugmacher ist Geschäftsführer der Goethe Immobilien AG in Glarus. Goethe wurde am 25. Oktober 2014 an der Delegiertenversammlung in Lugano zum neuen Präsidenten der Swissmechanic Schweiz gewählt. An der Delegiertenversammlung vom 27. Oktober 2018 in Schaffhausen wurde Goethe für weitere vier Jahre im Amt bestätigt.
An der Delegiertenversammlung vom 22. Oktober 2022 in Grenchen übergab Goethe nach acht Jahren das Präsidium an Nicola Tettamanti. 83. Delegiertenversammlung von Swissmechanic.
Seit dem 31. Mai 2012 ist Roland Goethe Mitglied des Landrates des Kantons Glarus. Er ist verheiratet, hat zwei erwachsene Söhne und wohnt in Glarus.